# Даблин, Дион
Ди́он Да́блин (англ. Dion Dublin; род. 22 апреля 1969, Лестер, Англия) — английский футболист, нападающий.

## Клубная карьера
Даблин начал свою профессиональную карьеру в 1988 году в «Норвич Сити», однако ему так и не удалось дебютировать за основную команду в официальных соревнованиях (хотя он провёл шесть матчей за резерв). По окончании сезона он перешёл в клуб Четвёртого дивизиона «Кембридж Юнайтед», где быстро проявил себя в качестве талантливого нападающего. В сезоне 1989/90 клуб вышел в Третий дивизион, а на следующий год сумел подняться во Второй, при этом в обоих случаях Даблин становился лучшим бомбардиром команды, с 15 и 16 голами соответственно.
Бомбардирские успехи Даблина привлекли внимание ведущих клубов Англии. В 1992 году, после того, как «Кембридж» не сумел пробиться в Первый дивизион, нападающий был приобретён за 1 миллион фунтов «Манчестер Юнайтед». Сделка была многообещающей, однако вскоре Даблин сломал ногу и поэтому был вынужден почти полностью пропустить сезон, в котором «Юнайтед» стал чемпионом вновь образованной Премьер-лиги. Даблин сыграл в чемпионате всего 7 матчей (забив 1 гол), что было недостаточно для получения золотой медали. Тем не менее, руководство Премьер-лиги специальным разрешением позволило Даблину получить награду. В сезоне 1993/94 нападающий полностью восстановился от травмы, однако был вытеснен из основы Эриком Кантона. Выйдя на поле всего 10 раз за весь сезон, Даблин принял решение покинуть клуб. В сентябре 1994 года он был продан за 2 миллиона фунтов в «Ковентри Сити», на тот момент также выступавшем в Премьер-лиге.
За четыре с половиной года в «Ковентри» Даблин приобрёл репутацию одного из лучших нападающих чемпионата. В сезоне 1997/98 он с 18 голами стал лучшим бомбардиром Премьер-лиги (наряду с Крисом Саттоном из «Блэкберн Роверс» и Майклом Оуэном из «Ливерпуля»). Всего же в том сезоне он забил 23 гола, повторив клубный рекорд 20-летней давности, установленный Ианом Уоллесом. В том же сезоне Даблин дебютировал за сборную Англии.
В ноябре 1998 года футболист перешёл за 5,75 миллионов фунтов в «Астон Виллу». В первых трёх матчах за новый клуб Даблин забил 7 голов, включая хет-трик в ворота «Саутгемптона». В декабре следующего года в матче против «Шеффилд Уэнсдей» футболист получил опасную для жизни травму шеи, последствия которой удалось устранить только с помощью титанового протеза, удерживающего три шейных позвонка вместе. В апреле 2000 года, всего через неделю после своего возвращения в команду, Даблин помог «Астон Вилле» выйти в финал Кубка Англии (впервые за последние 43 года), забив решающий гол в серии послематчевых пенальти в ворота «Болтон Уондерерс». Финальный матч, однако, команда проиграла со счётом 0:1 лондонскому «Челси».
Летом 2004 года у Даблина закончился контракт с «Виллой» и он перешёл на правах свободного агента в клуб «Лестер Сити», только что выбывший из Премьер-лиги. Дела, однако, в новой команде у него пошли не лучшим образом — в 42 матчах сезона 2004/05 он сумел забить лишь 6 голов, а в следующем сезоне потерял место в основе из-за прибытия в команду нападающего Марка де Вриса. Некоторое время Даблин играл на позиции защитника, но в январе 2006 года его контракт с «Лестер Сити» был расторгнут по обоюдному согласию.
Почти сразу же футболист был подписан главным тренером шотландского «Селтика» Гордоном Страканом, который искал замену своему нападающему Крису Саттону, недавно покинувшему клуб. Даблин достиг с командой заметного успеха, выиграв в сезоне сразу два трофея. Он вышел на замену в финале Кубка шотландской лиги против «Данфермлин Атлетик» и забил последний гол в матче, обеспечив своей команде победу со счётом 3:0. Кроме того, нападающий 11 раз (из них 3 раза в стартовом составе) выходил на поле в шотландской Премьер-лиги, чего было достаточно для получения чемпионской медали.
По окончании сезона 37-летний Даблин покинул «Селтик» и перешёл в «Норвич Сити» — клуб, в котором он начинал свою карьеру почти 20 лет назад. Футболист дебютировал за новую команду 23 сентября 2006 года в матче Чемпионата Футбольной лиги против «Плимут Аргайл», а 14 октября забил гол в ворота «Куинз Парк Рейнджерс» (игра завершилась ничьей 3:3). 6 января в матче третьего раунда Кубка Англии против «Тамуэрта» Даблин вдохновил свою команду на победу со счётом 4:1, отправив в ворота соперника два мяча и создав множество голевых моментов. Нападающий сыграл не последнюю роль в деле спасения «канареек» от вылета в Первую лигу, что было достойно оценено болельщиками, которые по окончании сезона признали его вторым лучшим игроком года после Даррена Хакерби. 23 мая 2007 года Даблин подписал с «Сити» новый однолетний контракт, а 2 сентября объявил о том, что этот сезон станет для него последним в карьере.
Весной 2008 года главный тренер «Кембридж Юнайтед» Джимми Куинн пытался сделать предложение Даблину о его переходе в клуб на сезон 2008/09, однако нападающий не стал менять своего решения. 26 апреля он получил приз лучшему игроку сезона в «Норвич Сити», а 4 мая провёл свой последний матч в карьере, выйдя на поле против «Шеффилд Уэнсдей». За игрой, закончившейся поражением «канареек» со счётом 1:4, с трибун наблюдали 36208 зрителей, что стало рекордной для того сезона посещаемостью в Чемпионате Футбольной лиги. Даблин отыграл на поле 66 минут и был заменён под овации болельщиков и игроков обеих команд.
В настоящее время Даблин работает экспертом и комментатором футбольных матчей на канале «Sky Sports».

## Карьера в сборной

### Матчи Даблина за сборную Англии
| № | Дата            | Соперник | Счёт  | Голы Даблина | Соревнование      |
| - | --------------- | -------- | ----- | ------------ | ----------------- |
| 1 | 11 февраля 1998 | Чили     | 0 : 2 | -            | Товарищеский матч |
| 2 | 27 мая 1998     | Марокко  | 1 : 0 | -            | Кубок Хасана II   |
| 3 | 29 мая 1998     | Бельгия  | 0 : 0 | -            | Кубок Хасана II   |
| 4 | 18 ноября 1998  | Чехия    | 2 : 0 | -            | Товарищеский матч |

Итого: 4 матча / 0 голов; 2 победы, 1 ничья, 1 поражение.

## Достижения

### Командные достижения
Кембридж Юнайтед
- Чемпион Третьего дивизиона: 1990/91

Манчестер Юнайтед
- Чемпион английской Премьер-лиги: 1992/93

Астон Вилла
- Победитель Кубка Интертото: 2001

Селтик
- Чемпион шотландской Премьер-лиги: 2005/06
- Обладатель Кубка шотландской лиги: 2006
- Итого: 2 трофея

### Личные достижения
- Лучший бомбардир английской Премьер-лиги: 1998

## Статистика выступлений
| Клуб              | Сезон            | Лига | Лига | Кубки | Кубки | Еврокубки | Еврокубки | Прочие | Прочие | Итого | Итого |
| Клуб              | Сезон            | Игры | Голы | Игры  | Голы  | Игры      | Голы      | Игры   | Голы   | Игры  | Голы  |
| ----------------- | ---------------- | ---- | ---- | ----- | ----- | --------- | --------- | ------ | ------ | ----- | ----- |
| Норвич Сити       | 1987/88          | 0    | 0    | 0     | 0     | 0         | 0         | 0      | 0      | 0     | 0     |
| Норвич Сити       | Итого            | 0    | 0    | 0     | 0     | 0         | 0         | 0      | 0      | 0     | 0     |
| Кембридж Юнайтед  | 1988/89          | 21   | 6    | 1     | 0     | -         | -         | 3      | 4      | 25    | 10    |
| Кембридж Юнайтед  | 1989/90          | 46   | 15   | 14    | 7     | -         | -         | 3      | 1      | 63    | 23    |
| Кембридж Юнайтед  | 1990/91          | 46   | 16   | 9     | 5     | -         | -         | 5      | 0      | 60    | 21    |
| Кембридж Юнайтед  | 1991/92          | 43   | 15   | 7     | 4     | -         | -         | 4      | 0      | 54    | 19    |
| Кембридж Юнайтед  | Итого            | 156  | 52   | 31    | 16    | 0         | 0         | 15     | 5      | 202   | 73    |
| Манчестер Юнайтед | 1992/93          | 7    | 1    | 0     | 0     | 0         | 0         | 0      | 0      | 7     | 1     |
| Манчестер Юнайтед | 1993/94          | 5    | 1    | 4     | 1     | 1         | 0         | 0      | 0      | 10    | 2     |
| Манчестер Юнайтед | Итого            | 12   | 2    | 4     | 1     | 1         | 0         | 0      | 0      | 17    | 3     |
| Ковентри Сити     | 1994/95          | 31   | 13   | 7     | 3     | 0         | 0         | 0      | 0      | 38    | 16    |
| Ковентри Сити     | 1995/96          | 34   | 14   | 5     | 2     | 0         | 0         | 0      | 0      | 39    | 16    |
| Ковентри Сити     | 1996/97          | 34   | 13   | 5     | 0     | 0         | 0         | 0      | 0      | 39    | 13    |
| Ковентри Сити     | 1997/98          | 36   | 18   | 7     | 5     | 0         | 0         | 0      | 0      | 43    | 23    |
| Ковентри Сити     | 1998/99          | 10   | 3    | 2     | 1     | 0         | 0         | 0      | 0      | 12    | 4     |
| Ковентри Сити     | Итого            | 145  | 61   | 26    | 11    | 0         | 0         | 0      | 0      | 171   | 72    |
| Астон Вилла       | 1998/99          | 24   | 11   | 0     | 0     | 0         | 0         | 0      | 0      | 24    | 11    |
| Астон Вилла       | 1999/00          | 26   | 12   | 7     | 4     | 0         | 0         | 0      | 0      | 33    | 16    |
| Астон Вилла       | 2000/01          | 33   | 8    | 4     | 0     | 3         | 1         | 0      | 0      | 40    | 9     |
| Астон Вилла       | 2001/02          | 21   | 4    | 2     | 1     | 7         | 1         | 0      | 0      | 30    | 6     |
| Астон Вилла       | 2002/03          | 28   | 10   | 5     | 4     | 2         | 0         | 0      | 0      | 35    | 14    |
| Астон Вилла       | 2003/04          | 23   | 3    | 5     | 0     | 0         | 0         | 0      | 0      | 28    | 3     |
| Астон Вилла       | Итого            | 155  | 48   | 23    | 9     | 12        | 2         | 0      | 0      | 190   | 59    |
| Миллуолл (аренда) | 2001/02          | 5    | 2    | 0     | 0     | -         | -         | 2      | 1      | 7     | 3     |
| Миллуолл (аренда) | Итого            | 5    | 2    | 0     | 0     | 0         | 0         | 2      | 1      | 7     | 3     |
| Лестер Сити       | 2004/05          | 37   | 5    | 5     | 1     | -         | -         | 0      | 0      | 42    | 6     |
| Лестер Сити       | 2005/06          | 21   | 0    | 2     | 0     | -         | -         | 0      | 0      | 23    | 0     |
| Лестер Сити       | Итого            | 58   | 5    | 7     | 1     | 0         | 0         | 0      | 0      | 65    | 6     |
| Селтик            | 2005/06          | 11   | 1    | 1     | 1     | 0         | 0         | 0      | 0      | 12    | 2     |
| Селтик            | Итого            | 11   | 1    | 1     | 1     | 0         | 0         | 0      | 0      | 12    | 2     |
| Норвич Сити       | 2006/07          | 33   | 5    | 5     | 2     | -         | -         | 0      | 0      | 38    | 7     |
| Норвич Сити       | 2007/08          | 37   | 7    | 4     | 2     | -         | -         | 0      | 0      | 41    | 9     |
| Норвич Сити       | Итого            | 70   | 12   | 9     | 4     | 0         | 0         | 0      | 0      | 79    | 16    |
| Всего за карьеру  | Всего за карьеру | 612  | 183  | 101   | 43    | 13        | 2         | 17     | 6      | 743   | 234   |